# Bishop W. Perkins
Bishop W. Perkins (Rochester, 1841. október 18. – Washington, 1894. június 20.) az Amerikai Egyesült Államok szenátora (Kansas, 1892–1893).